# 黃文博 (廣告人)
黃文博（1958年—），臺灣資深廣告人，輔仁大學東方語文學系畢業，曾任聯廣文案、聯合報記者、奧美廣告副創意總監、DMB&B廣告公司創意總監、智威湯遜廣告公司直效廣告總經理兼執行創意總監、聯廣經營總監兼創意顧問等。1999年他自立門戶成立「就是廣告有限公司」，但在2005年解散；同年5月2日另外成立「就是這樣有限公司」，任創意總監；現任國立政治大學廣告學系兼任副教授、創新智庫暨企業大學基金會講師。

## 生平簡歷
黃文博自1982年退伍後隨即進入臺灣本土廣告公司龍頭聯廣，擔任創意文案。1984年考進聯合報擔任記者，但解嚴前的媒體環境迫使他翌年選擇進入奧美廣告。當時正值奧美廣告引進整合DM、電話、人員、展示行銷等資料庫行銷的直效行銷計畫，因而成為臺灣第一批有系統學習直效行銷的廣告人。
後來他替當時美國最大的信用卡業者美國運通推出「綠卡」系列廣告與行銷活動，獲得成功，便被智威湯遜廣告挖角擔任直效行銷部門總監；日後又接受聯廣董事長賴東明的徵召，回鍋接任聯廣業務部經營總監。1999年他自立門戶成立「就是廣告有限公司」；就是廣告歇業後於2005年成立「就是這樣有限公司」，出任創意總監。
此外，黃文博也投入廣告教育的行列，曾經分別在中原大學商業設計系、中國文化大學廣告系開課，現任世新大學公共關係暨廣告學系與政治大學廣告系的兼任副教授。同時，他更活躍於廣告行銷講座、演講、課程與電視節目，並曾接下時報世界華文廣告獎、時報廣告金像獎、4A協會廣告創意獎、時報廣告金犢獎、金手指網路獎、2008年第43屆金鐘獎等獎項的評審工作。

## 爭議事件

### 遭爆婚外情
2004年5月27日，蘋果日報報導，黃文博於老婆在大陸工作時，在麥當勞內摸妹妹，牽著女子的手談情說愛兩小時。在事件爆發後，得到老婆的原諒。 

### 發表不參戰聲明
2020年8月18日，黃文博於臉書發表〈不參戰聲明〉，拒絕以任何方式參與「因兩岸摩擦導致之軍事戰爭」：當台海兩岸發生軍事衝突，戰爭來時，他拒絕參戰。〈不參戰聲明〉稱，「如果兩岸不幸發生戰爭，是『自私加算計』惹火上身，如同貪玩碟仙卻請不走靈體，自作就該自受……如果兩岸不幸發生戰爭，是長期以來跳樑嚎哮、惡言尋釁的『逢中必反』人士心想事成，誰造業誰來擔」；並以俚語「死道友，不死貧道」諷刺蔡英文政府押寶時任美國總統唐納·川普，「這位美國貧道眼中，台灣是可以死的道友」；並引用联合国人权委员会在1995年通过的1995/83决议声明“人有因良心而拒絕軍事服務的權利”。自由時報電子報稱，黃文博因〈不參戰聲明〉遭包括小粉紅在內的兩岸網友譏諷。實際上，當時黃文博已屆齡除役，已無擔任後備軍人的義務。此外，民主進步黨籍律師黃帝穎指黃文博「串聯後備軍人不參戰」的行為涉嫌妨害兵役，依《妨害兵役治罪條例》第13條可處5年以下有期徒刑。

## 著作
- 《如何寫好廣告文案》，西尾忠久著、黃文博譯，臺北市：國家出版社，1993年，ISBN 9573602237。
- 《關於創意 我有意見！》，臺北市：天下文化，1998年，ISBN 9576215234。
- 《廣告遊戲：第一本現代廣告白皮書》，臺北市：商周出版，1998年，ISBN 7810364944。
- 《越活越靈光：50個鮮點子讓你過好日子》，臺北市：方智出版社，2001年，ISBN 9576797489。
- 《讓顧客掏腰包的策略行銷》，臺北市：時報文化，2003年，ISBN 9789571340333。
- 《廣告遊戲：第一本現代廣告白皮書》，汕頭市：汕頭大學出版社，2003年，ISBN 7810364944。（簡體字版）
- 《去它的廣告行銷》，臺北縣中和市：我識出版，2004年，ISBN 9572944940。
- 《品牌，原來如此》，臺北市：經濟新潮社，2005年，ISBN 9867889312。
- 《贏在行銷》，臺北縣中和市：我識出版，2005年，ISBN 9867346173。

## 得獎紀錄
- 時報亞太廣告獎。
- 時報世界華文廣告獎。
- 4A協會廣告創意獎。

## 資料來源
1. ↑  陳昱翰 曾嘉慧. . 蘋果日報. 2004-05-27  [2020-08-19].
2. ↑  丁世傑. . 中時電子報. 2020-08-17  [2020-08-19]. （原始内容存档于2022-07-11）.
3. ↑  UN Commission on Human Rights. . UN Commission on Human Rights. 1995-03-08  [2020-08-19]. （原始内容存档于2019-05-03）.
4. ↑  . 自由時報電子報. 2020-08-18  [2020-08-19]. （原始内容存档于2020-08-19）.
5. ↑  李鴻典. . 三立新聞網. 2020-08-19  [2020-08-19]. （原始内容存档于2020-08-19）.

## 外部連結
- 學學文創志業：黃文博
- 學習中，請指教：關於黃文博先生 （页面存档备份，存于）
- 就業情報網：黃文博 （页面存档备份，存于）